# Асунсьон (провинция)
Асунсьон (исп. Provincia de Asunción, кечуа Asunsyun pruwinsya) — одна из 20 провинций перуанского региона Анкаш. Площадь составляет 529 км² (1,47 % от общей территории региона). Население на 2005 год — 9054 человек. Плотность населения — 18,26 чел/км². Столица — город Чакас.

## История
Провинция была создана 30 декабря 1983 года.

## География и климат
Расположена на востоке центральной части региона, в 86 км от города Уарас и в 521 км от Лимы. Граничит с провинциями: Каруас (на западе), Юнгай (на севере), Карлос-Фермин-Фицкарральд (на северо-востоке) и Уари (на юго-востоке).
Климат зависит от высоты над уровнем моря конкретной местности; среднегодовая температура составляет около 16°С.

## Административное деление
В административном отношении делится на 2 района:
- Чакас
- Акочака